# Muslim ban

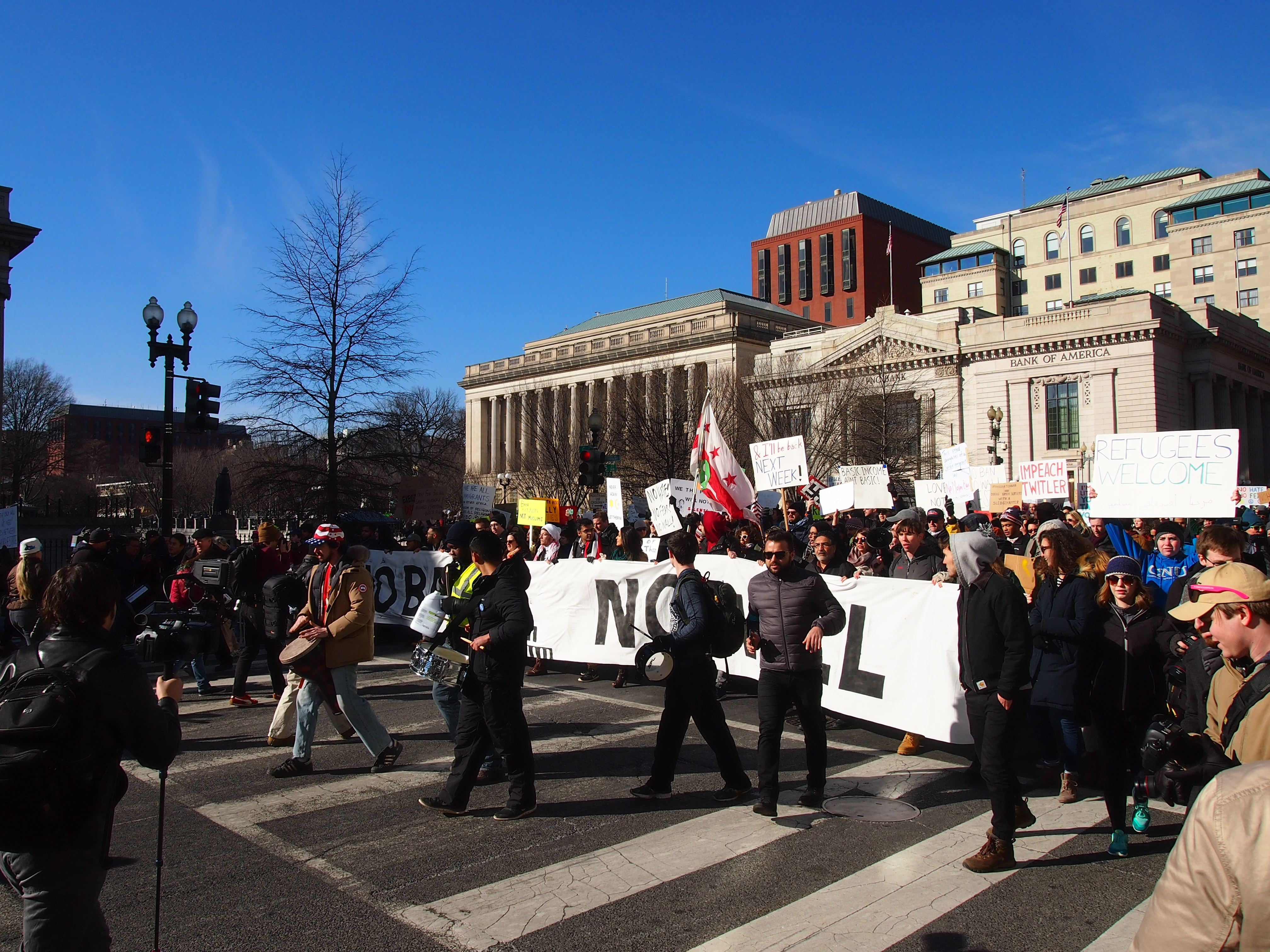
Proteste contro gli ordini esecutivi a Washington D.C.

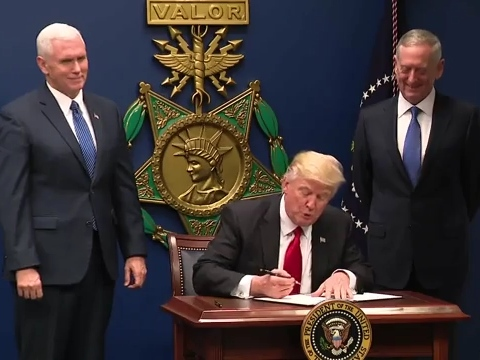
Il presidente Trump mentre firma l'ordine esecutivo

Paesi in cui era in vigore l'Ordine esecutivo 13769 che prevede il bando sugli arrivi dai paesi a maggioranza musulmana

Il bando sui viaggi da paesi a maggioranza musulmana, informalmente il bando sui musulmani (informalmente, in inglese, muslim ban o travel ban) è il nome per due ordini esecutivi (il 13769 e il 13780) emessi dal Presidente degli Stati Uniti Donald Trump e dalla sua amministrazione nel 2017, al fine di negare l'ingresso negli Stati Uniti ai cittadini di vari paesi a maggioranza musulmana.

## Storia
Il primo ordine prevedeva inizialmente  il bando solo per sette paesi, mentre il secondo lo estese a ulteriori sei paesi. In totale, i paesi colpiti furono Somalia, Sudan, Iran, Iraq, Siria, Yemen e Libia.
Il bando ha, tuttavia, eccezionalmente escluso paesi musulmani alleati degli statunitensi a livello diplomatico, come Arabia Saudita, Pakistan, Egitto, Marocco e Indonesia. A seguito di questi repentini cambiamenti, molte agenti di immigrazione nei principali aeroporti internazionali, nonché il Dipartimento della sicurezza interna e l’agenzia delle dogane e della protezione dei confini, hanno riportato iniziali difficoltà e confusione nell’applicazione dell’ordine, con vari viaggiatori effettivamente impossibilitati a entrare negli Stati Uniti o ad eventualmente ritornare nei propri paesi.
Il 20 gennaio 2021, a poche ore dall’inaugurazione del neo-eletto presidente Joe Biden, i due ordini esecutivi vennero ufficialmente abrogati, nell’ambito del rispetto di una promessa elettorale, nei primi 17 ordini esecutivi emanati dal capo di stato statunitense.